# Georg Jacoby

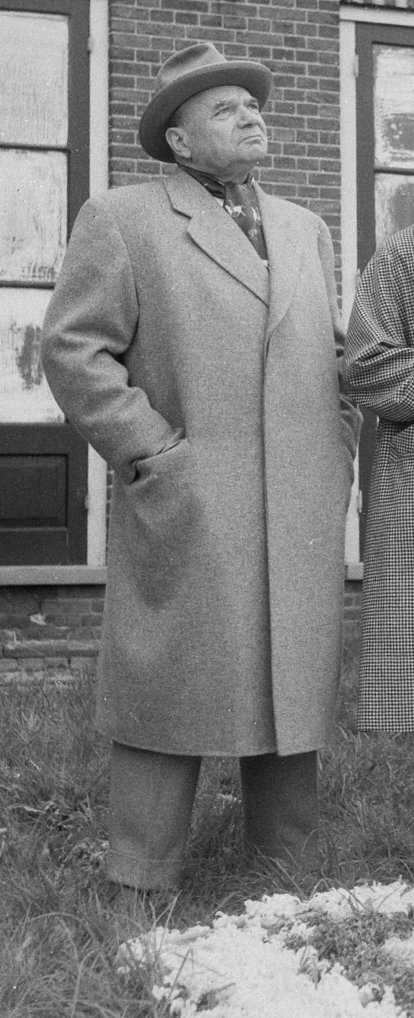
Georg Jacoby (1953)

Gustav Franz Georg Jacoby (Mainz,  21 juli 1882 – München, 21 februari 1964) was een Duitse scenarioschrijver en filmregisseur. 
Via zijn vader, theaterdirecteur William Jacoby, kreeg hij vroeg contact met het toneel. Zijn carrière begon als acteur in de gemeentelijke theaters van Bremen en Königsberg, maar hij besloot toen verder te gaan in Berlijn. In 1913 schreef hij zijn eerste scenario. Tijdens de Eerste Wereldoorlog maakte hij propagandafilms namens de BUFA en Mars Film. 
Na de oorlog werkte hij bij de Universum Film AG (UFA) en produceerde educatieve films. Jacoby, die getrouwd was met actrice Elga Brink, werkte als scenarioschrijver voor komedies, monumentale werken (Quo Vadis? met Emil Jannings), erotisch-exotische en andere films. Met de komst van de geluidsfilm ging hij ander werk produceren.  
Tijdens het filmen van Heisses Blut ontmoette Jacoby zijn tweede vrouw, de van oorsprong Hongaarse varieté-artieste Marika Rökk. Met Rökk, de Nederlandse operettezanger Johannes Heesters en een team van producenten, cameramannen, choreografen en componisten maakte Jacoby vanaf de tweede helft van de jaren dertig een reeks van typische Jacoby-Rökk-films. Kora Terry en Gasparone zijn daarvan de bekendste en werden grote hits. Rökk en Heesters werden de favoriete acteurs van het nazi-regime. Zowel Rökk als Jacoby waren fanatieke nazi's. Na het einde van het nationaalsocialisme in 1945 kreeg Jacoby vanwege zijn nazi-partijlidmaatschap in Duitsland en Oostenrijk tot 1947 een werkverbod.

## Filmografie (selectie)

### tot 1918
- 1914 Das Rennen um Leben
- 1914 Der letzte Flug
- 1916 Ein toller Einfall
- 1916 Ein tolles Mädel
- 1916 Bogdan Stimoff
- 1917 Der feldgraue Groschen
- 1917 Jan Vermeulen, der Müller aus Flandern
- 1917 Die Entdeckung Deutschlands
- 1917 Dem Licht entgegen (Fragment van 15 minuten in Filmmuseum München)

### 1918-1933
- 1918 Keimendes Leben
- 1919 Moral und Sinnlichkeit
- 1919 Der Tod und die Liebe
- 1919 Erdgift
- 1921 Der Mann ohne Namen
- 1922 Das Mädel mit der Maske
- 1922 So sind die Männer (met Marlene Dietrich in haar eerste filmrol)
- 1925 Quo vadis?
- 1926 Die Insel der verbotenen Küsse
- 1928 Indizienbeweis
- 1930 Die Lindenwirtin
- 1930 Pension Schöller
- 1931 Der verjüngte Adolar
- 1933 Moral und Liebe

### 1933-1945
- 1934 Die Csardasfürstin
- 1936 Heißes Blut
- 1936 Der Bettelstudent
- 1937 Gasparone, met Johannes Heesters
- 1937 Und Du mein Schatz fährst mit
- 1938 Eine Nacht im Mai
- 1940 Kora Terry
- 1941 Tanz mit dem Kaiser
- 1942 Hab mich lieb
- 1941 Frauen sind doch bessere Diplomaten
- 1944 Die Frau meiner Träume

### Na 1945
- 1950 Kind der Donau
- 1951 Die Csardasfürstin
- 1951 Sensation in San Remo
- 1952 Pension Schöller
- 1955 Gestatten, mein Name ist Cox
- 1956 Zu Befehl, Frau Feldwebel
- 1957 Kleren maken de man (Nederlandse speelfilm)
- 1957 Nachts im grünen Kakadu
- 1958 Bühne frei für Marika
- 1959 Die Nacht vor der Premiere
- 1960 Pension Scholler